# Austrosaropogon claviger
Austrosaropogon claviger är en tvåvingeart som beskrevs av Hardy 1934. Austrosaropogon claviger ingår i släktet Austrosaropogon och familjen rovflugor. Inga underarter finns listade i Catalogue of Life.